# Helionidia
Helionidia är ett släkte av insekter. Helionidia ingår i familjen dvärgstritar.

## Dottertaxa tillHelionidia, i alfabetisk ordning[1]
- Helionidia acutivertex
- Helionidia ahua
- Helionidia allaeri
- Helionidia biplagiata
- Helionidia bomansi
- Helionidia cicadulosa
- Helionidia cornuta
- Helionidia dumurae
- Helionidia dworakowskae
- Helionidia fujara
- Helionidia fuscoviridis
- Helionidia hirsuta
- Helionidia indigoferae
- Helionidia irina
- Helionidia jamtara
- Helionidia karachiensis
- Helionidia kongica
- Helionidia kosa
- Helionidia laskowskii
- Helionidia longifalx
- Helionidia lutea
- Helionidia nasuta
- Helionidia nigra
- Helionidia nigrella
- Helionidia ochrata
- Helionidia ornata
- Helionidia punctulata
- Helionidia quadrimaculata
- Helionidia rubra
- Helionidia rubrata
- Helionidia sobrina
- Helionidia uczka
- Helionidia ushae
- Helionidia waga
- Helionidia viridula
- Helionidia xantha
- Helionidia xenia
- Helionidia zelena
- Helionidia zorba